# 華盛頓鎮區 (堪薩斯州布朗縣)
華盛頓鎮區（英語：Washington Township）為位在美國堪薩斯州布朗縣的鎮區。2010年美国人口普查中該鎮區人口有507人。

## 地理
華盛頓鎮區涵蓋面積116.52平方（44.99平方英里），境內設有一座城市，即埃弗里斯特。

### 墓園
根據美國地質調查局的資料，此鎮區擁有3座墓園：
- 萬聖墓園（All Saints Cemetery）
- 金柏林墓園（Kimberlin Cemetery）
- 米勒墓園（Miller Cemetery）

## 人口統計
根據2010年美國人口普查，華盛頓鎮區人口有507人，人口密度為4.35人/平方公里。種族方面，93.89%為白人；0.79%為非裔美洲人；1.18%為美洲原住民；0%為亞洲人；0.2%為太平洋島民；2.37%為其他種族；另外有1.58%為混血種族。而西班牙裔美國人或拉丁美洲人佔該鎮區人口的4.14%。

## 外部連結
- US-Counties.com
- City-Data.com （页面存档备份，存于）